# Каштру, Домингуш
Домингуш да Силва Каштру (порт. Domingos da Silva Castro; род. 22 ноября 1963, Ферментелуш, Авейру или Ферментойнш) — португальский легкоатлет, специалист по бегу на длинные дистанции, кроссу и марафону. Выступал на профессиональном уровне в 1984—2004 годах, чемпион Игр доброй воли в Москве, серебряный призёр чемпионата мира, победитель ряда крупных стартов на шоссе, в том числе Парижского марафона, Роттердамского марафона, серебряный призёр Нью-Йоркского марафона. Участник четырёх летних Олимпийских игр.

## Биография
Домингуш Каштру родился 22 ноября 1963 года в районе Ферментелуш округа Авейру. Тренировался вместе со своим братом-близнецом Дионизиу, который впоследствии тоже стал успешным бегуном-стайером.
Впервые заявил о себе на международном уровне в сезоне 1982 года, когда вошёл в состав португальской национальной сборной и выступил на кроссовом чемпионате мира в Риме, где в гонке юниоров занял 59-е место.
В 1986 году одержал победу на чемпионате Португалии в беге на 5000 метров. В беге на 10 000 метров был лучшим на впервые проводившихся Играх доброй воли в Москве, финишировал пятым на чемпионате Европы в Штутгарте.
В 1987 году в дисциплине 5000 метров выиграл серебряную медаль на чемпионате мира в Риме, уступив только титулованному марокканцу Саиду Ауита.
Благодаря череде удачных выступлений удостоился права защищать честь страны на летних Олимпийских играх 1988 года в Сеуле — в финале бега на 5000 метров с результатом 13:16.09 пришёл к финишу четвёртым.
В 1990 году финишировал седьмым на чемпионате мира по кроссу в Экс-ле-Бен.
На чемпионате мира 1991 года в Токио стал пятым на дистанции 5000 метров.
В 1992 году вместе со своими соотечественниками стал серебряным призёром на домашнем чемпионате мира по экидену в Фуншале. На Олимпийских играх в Барселоне занял 11-е место в беге на 5000 метров, тогда как в дисциплине 10 000 метров сошёл во время предварительного квалификационного этапа.
На чемпионате мира 1993 года в Штутгарте не вышел в финал 10 000 метров.
В 1994 году на чемпионате Европы по кроссу в Алнике стал серебряным призёром в личном зачёте и тем самым помог соотечественникам выиграть мужской командный зачёт. Также бежал 5000 и 10 000 метров на чемпионате Европы в Хельсинки, финишировал пятым на Нью-Йоркском марафоне.
В 1995 году в беге на 10 000 метров занял 11-е место на чемпионате мира в Гётеборге. Превзошёл всех соперников на Парижском марафоне.
В 1996 году был шестым на Лондонском марафоне. На Олимпийских играх в Атланте показал в марафонском забеге результат 2:18:03, расположившись в итоговом протоколе соревнований на 25-й строке.
В 1997 году с личным рекордом 2:07:51 одержал победу на Роттердамском марафоне, затем стал шестым в Нью-Йорке. Помимо этого победил в командных зачётах на домашнем кроссовом чемпионате Европы в Оэйраше и на Европейском вызове по бегу на 10 000 метров в Баракальдо. На чемпионате мира в Афинах был шестым в дисциплине 10 000 метров.
В 1998 году выиграл командный зачёт на Европейском вызове по бегу на 10 000 метров в Лиссабоне.
В 1999 году был восьмым на Лондонском марафоне и вторым на Нью-Йоркском марафоне. На чемпионате Европы по кроссу в Веленье стал пятым и вторым в личном и командном зачётах соответственно.
На кроссовом чемпионате мира 2000 года в Виламуре добавил в послужной список бронзовую награду командного зачёта. Принимал участие в Олимпийских играх в Сиднее — в марафоне с результатом 2:16:52 занял 18-е место.
В 2001 году показал 56-й результат на чемпионате мира по полумарафону в Бристоле.
В 2003 году среди прочего занял 18-е место на Берлинском марафоне.
Завершил профессиональную карьеру по окончании сезона 2004 года.